# Acontia buchanani
Acontia buchanani là một loài bướm đêm trong họ Noctuidae.